# 1650 Heckmann
Az 1650 Heckmann (ideiglenes jelöléssel 1937 TG) a Naprendszer kisbolygóövében található aszteroida. Karl Wilhelm Reinmuth fedezte fel 1937. október 11-én, Heidelbergben.